# Barguna (Distrikt)
Der Distrikt Barguna (Bengalisch: বরগুনা জেলা, Baragunā Jelā; Englisch: Barguna district) ist ein Verwaltungsdistrikt in der Division Barishal in Bangladesch. Die Hauptstadt ist Barguna. Der Distrikt hat 892.781 Einwohner (Volkszählung 2011).

## Geografie
Der 1831,31 km² große Distrikt Barguna grenzt im Norden an den Distrikt Barishal, im Osten an den Distrikt Patuakhali, im Süden an den Golf von Bengalen, im Westen an die Distrikte Bagerhat, Pirojpur und im Nordwesten an den Distrikt Jhalokathi.
Die wichtigsten Flüsse sind der Payra, der Bishkhali und der Baleshwar.

### Klima
Die Temperaturen schwanken zwischen 12,1 und 33,3 °Celsius. Die durchschnittliche jährliche Regenmenge beträgt 2506 mm und die durchschnittliche Luftfeuchtigkeit beträgt über 70 %. In den Monaten von November bis März fällt wenig Regen. Juni, Juli und August sind die Monate mit dem meisten Regen.

## Geschichte
Im Mittelalter war es Teil verschiedener kleiner Königreiche, die teils buddhistisch, teils hinduistisch geprägt waren. Zuerst war es Teil des Königreichs Kamarupa, dann ab 750 des Königreichs Pala und ab 1120 Teil des Sena-Reichs. Im Jahr 1204 eroberte eine muslimische Armee die Gegend. Es gehörte zuerst zum Sultanat von Delhi, später zum Sultanat von Bengalen und danach zum Mogulreich. Ab 1765 gehörte es zu Britisch-Indien als Teil der Barishal-Division. Die Verwaltungseinheit Bogra entstand 1904. Von 1947 bis 1971 war der Distrikt Teil von Ost-Pakistan in der Republik Pakistan. Am 1. Februar 1984 entstand der Distrikt aus Teilen der bisherigen Distrikte Patuakhali (Upazilas Amtali, Barguna und Betagi) und Pirojpur (Upazilas Bamna und Patarghata) in seinem heutigen Umfang.

## Bevölkerung

### Bevölkerungsentwicklung
Wie überall in Bangladesch wächst die Einwohnerzahl im Distrikt seit Jahrzehnten stark an.

### Altersstruktur
Wie überall in Bangladesch ist die Bevölkerung im Durchschnitt sehr jung. Das Durchschnittsalter lag bei der letzten Volkszählung 2011 bei 24,95 Jahren bei steigender Tendenz.
Bei der Volkszählung im Jahr 2011 ergab sich folgende Altersstruktur:
| Alter                                         | 0–9 Jahre | 10–19 Jahre | 20–29 Jahre | 30–39 Jahre | 40–49 Jahre | 50–59 Jahre | 60–69 Jahre | 70–79 Jahre | 80 Jahre und mehr |
| Anzahl                                        | 198.736   | 166.532     | 150.190     | 131.964     | 96.209      | 65.732      | 46.234      | 23.884      | 13.300            |
| Anteil                                        | 22,26 %   | 18,65 %     | 16,82 %     | 14,78 %     | 10,78 %     | 7,36 %      | 5,17 %      | 2,67 %      | 1,49 %            |
| Quelle: Zila Barguna, Tabelle PT-05, Seite 19 |           |             |             |             |             |             |             |             |                   |

### Bedeutende Orte
Einwohnerstärkste Ortschaft innerhalb des Distrikts ist der Distriktshauptort Barguna. Weitere Städte (Towns) sind Dhunat, Dhupchanchia, Gabtali, Kahalo, Nandigram, Santahar, Sariakandi, Sherpur, Shibganj und Sonatala. Die städtische Bevölkerung macht nur 11,55 Prozent der gesamten Bevölkerung aus. Die Orte haben folgende Einwohnerzahlen:

### Bevölkerung des Distrikts nach Geschlecht
Entgegen von vielen Teilen Bangladeschs ist der Anteil der weiblichen Bevölkerung und die Anzahl männlicher Bewohner ziemlich ausgeglichen.
| Verteilung der Bevölkerung nach Geschlecht im Distrikt Barguna          |                   |                   |                   |                   |                   |                   |                   |                   |                   |                   |
|                                                                         | Volkszählung 1974 | Volkszählung 1974 | Volkszählung 1981 | Volkszählung 1981 | Volkszählung 1991 | Volkszählung 1991 | Volkszählung 2001 | Volkszählung 2001 | Volkszählung 2011 | Volkszählung 2011 |
| Anzahl                                                                  | Anteil            | Anzahl            | Anteil            | Anzahl            | Anteil            | Anzahl            | Anteil            | Anzahl            | Anteil            |                   |
| GESAMT                                                                  | 589.147           | 100 %             | 677.771           | 100 %             | 775.693           | 100 %             | 848.554           | 100 %             | 892.781           | 100 %             |
| Männer                                                                  | 298.581           | 50,68 %           | 343.277           | 50,65 %           | 390.803           | 50,38 %           | 480.322           | 56,60 %           | 437.413           | 48,99 %           |
| Frauen                                                                  | 290.566           | 49,32 %           | 334.494           | 49,35 %           | 384.890           | 49,62 %           | 418.232           | 43,40 %           | 455.368           | 51,01 %           |
| Quelle: Zila Barguna bei der Volkszählung 2011, Tabelle PT-02, Seite 18 |                   |                   |                   |                   |                   |                   |                   |                   |                   |                   |

### Volksgruppen
Die Bevölkerung ist ethnisch sehr einheitlich. Nur 1143 Menschen (0,17 % der Bevölkerung) gehören nicht dem Volk der Bengalen an. Davon gehören 1059 zu den Rakhain.

### Religion
Bis ins frühe Mittelalter war die Bevölkerung mehrheitlich buddhistisch. Doch bereits vor tausend Jahren gab es auch zahlreiche Hindus. Mit der muslimischen Eroberung der Region im Jahr 1303 verschwand der Buddhismus fast ganz und viele kastenlose Hindus traten ebenfalls im Verlauf der nächsten Jahrhunderte zum Islam über.
Aufgrund der hohen Geburtenrate und der Abwanderung von Hindus wächst der Anteil der Muslime ständig. Allerdings standen bereits bei der Volkszählung 1941 44.391 Hindus 292.325 Muslimen entgegen (342.636 Einwohner). Die Minderheitenvölker der Chakma und Rakhain sind Buddhisten.
| Jahr                                                          | Buddhisten | Buddhisten | Christen | Christen | Hindus | Hindus | Muslime | Muslime | Andere | Andere | Gesamt  | Gesamt   |
| Jahr                                                          | Zahl       | Anteil     | Zahl     | Anteil   | Zahl   | Anteil | Zahl    | Anteil  | Zahl   | Anteil | Zahl    | Anteil   |
| ------------------------------------------------------------- | ---------- | ---------- | -------- | -------- | ------ | ------ | ------- | ------- | ------ | ------ | ------- | -------- |
| 1981                                                          | 1716       | 0,26 %     | 303      | 0,05 %   | 62.160 | 9,35 % | 600.206 | 90,32 % | 140    | 0,02 % | 677.771 | 100,00 % |
| 1991                                                          | 1826       | 0,24 %     | 332      | 0,04 %   | 67.398 | 8,69 % | 705.975 | 91,01 % | 162    | 0,02 % | 775.693 | 100,00 % |
| 2001                                                          | 1304       | 0,15 %     | 302      | 0,04 %   | 69.446 | 8,18 % | 777.370 | 91,61 % | 182    | 0,02 % | 848.554 | 100,00 % |
| 2011                                                          | 1097       | 0,12 %     | 283      | 0,03 %   | 68.678 | 7,69 % | 822.652 | 92,14 % | 71     | 0,01 % | 892.781 | 100,00 % |
| Quelle: Ergebnisse der Volkszählung 1981, 1991, 2001 und 2011 |            |            |          |          |        |        |         |         |        |        |         |          |

### Verteilung Stadt und Landbevölkerung
Barguna gehört zu den stark ländlich geprägten Distrikten innerhalb des Landes. Die Verteilung:
| Stadt- und Landbevölkerung im Distrikt Barguna                          |                   |                   |                   |                   |                   |                   |                   |                   |                   |                   |
|                                                                         | Volkszählung 1974 | Volkszählung 1974 | Volkszählung 1981 | Volkszählung 1981 | Volkszählung 1991 | Volkszählung 1991 | Volkszählung 2001 | Volkszählung 2001 | Volkszählung 2011 | Volkszählung 2011 |
| Anzahl                                                                  | Anteil            | Anzahl            | Anteil            | Anzahl            | Anteil            | Anzahl            | Anteil            | Anzahl            | Anteil            |                   |
| GESAMT                                                                  | 589.147           | 100 %             | 677.771           | 100 %             | 775.693           | 100 %             | 848.554           | 100 %             | 892.781           | 100 %             |
| STADT                                                                   | 10.245            | 1,74 %            | 51.369            | 7,58 %            | 67.146            | 8,66 %            | 87.582            | 10,32 %           | 103.094           | 11,55 %           |
| LAND                                                                    | 578.902           | 98,26 %           | 626.402           | 92,42 %           | 708.547           | 91,34 %           | 760.972           | 89,68 %           | 789.687           | 88,45 %           |
| Quelle: Zila Barguna bei der Volkszählung 2011, Tabelle PT-01, Seite 17 |                   |                   |                   |                   |                   |                   |                   |                   |                   |                   |

## Bildung
Es gibt keine Universität im Distrikt, aber mehrere Colleges. Zum staatlichen Bildungswesen gehören noch die Primarschulen und Sekundarschulen. Daneben gibt es Privatschulen und wenige Religionsschulen (Medressen).
Dennoch befindet sich der Bildungsstand auf tiefem Niveau. Nur 71,03 Prozent der 5-9-Jährigen und 86,89 Prozent der 10-14-Jährigen besuchten (2011) die Schule. Eher ungewöhnlich für die Region ist die Tatsache, dass prozentual mehr Mädchen wie Jungen zur Schule gehen.
Am Ende der Kolonialzeit bestand fast die gesamte Bevölkerung aus Analphabeten. Dies änderte sich in der Zeit als das Gebiet Teil von Ost-Pakistan war, nur wenig. Trotz bedeutender Anstrengungen ist das Ziel der vollständigen Alphabetisierung noch weit entfernt. Dazu kommen gewaltige Unterschiede. Während bei den Männern in den Städten fast 7 von 10 lesen und schreiben können, ist dies bei den Frauen auf dem Land bei knapp über 40 % der Fall. Doch seit 1991 wächst die Alphabetisierung rasch. Die Entwicklung zeigt folgende Tabelle:
| Alphabetisierung im Distrikt Barguna                                                         |                   |                   |                   |                   |
| Einheit                                                                                      | Volkszählung 1991 | Volkszählung 2001 | Volkszählung 2011 | Volkszählung 2011 |
| Einheit                                                                                      | Anteil            | Anteil            | Anzahl            | Anteil            |
| GESAMT                                                                                       | 40,14 %           | 55,29 %           | 438.254           | 57,64 %           |
| Männer                                                                                       | 45,15 %           | 57,70 %           | 219.357           | 59,23 %           |
| Frauen                                                                                       | 35,05 %           | 52,83 %           | 218.897           | 56,12 %           |
| STADT GESAMT                                                                                 | 53,8 %            | 69,2 %            | 62.679            | 69,91 %           |
| Stadt-Männer                                                                                 | 59,6 %            | 71,5 %            | 32.648            | 72,00 %           |
| Stadt-Frauen                                                                                 | 46,9 %            | 66,6 %            | 30.031            | 67,77 %           |
| LAND GESAMT                                                                                  | 38,8 %            | 53,6 %            | 375.575           | 56,00 %           |
| Land-Männer                                                                                  | 43,6 %            | 56,0 %            | 186.709           | 57,45 %           |
| Land-Frauen                                                                                  | 33,9 %            | 51,3 %            | 188.866           | 54,63 %           |
| Quelle: Zila Barguna bei der Volkszählung 2011, Tabellen PT-15, Seite 19 und P-07, Seite 139 |                   |                   |                   |                   |

Die höchsten Bildungseinrichtungen sind:
- Barguna Polytechnic Institute
- Barguna Govt. College
- Barguna Zilla School
- Barguna Govt. Girls school

## Verwaltung
Der Distrikt Barguna ist in sechs so genannte Upazilas unterteilt: Amtali, Bamna, Barguna Sadar, Betagi, Patharghata und Taltali (am 25. April 2012 entstanden). Innerhalb dieser Verwaltungsunterteilung gibt es vier selbstverwaltende Städte (municipality), 42 Union Parishads (Dorfräte) und 562 Dörfer.
| Bevölkerung in den Upazilas des Distrikts |        |           |          |          |          |          |           |           |          |          |            |            |          |          |          |          |
| Upazila                                   | Fläche | GESAMT    | männlich | männlich | weiblich | weiblich | städtisch | städtisch | ländlich | ländlich | Alphabeten | Alphabeten | männlich | männlich | weiblich | weiblich |
| Upazila                                   | in km² | Einwohner | Anzahl   | Anteil   | Anzahl   | Anteil   | Anzahl    | Anteil    | Anzahl   | Anteil   | Anzahl     | Anteil     | Anzahl   | Anteil   | Anzahl   | Anteil   |
| Amtali                                    | 720,75 | 270.802   | 132.168  | 48,81 %  | 138.634  | 51,19 %  | 21.808    | 8,05 %    | 248.994  | 91,95 %  | 120.582    | 52,78 %    | 60.756   | 54,86 %  | 59.826   | 50,83 %  |
| Bamna                                     | 101,05 | 79.564    | 39.438   | 49,57 %  | 40.126   | 50,43 %  | 7744      | 9,73 %    | 71.820   | 90,27 %  | 41.522     | 61,10 %    | 21.163   | 62,96 %  | 20.359   | 59,29 %  |
| Barguna Sadar                             | 454,38 | 261.343   | 128.580  | 49,20 %  | 132.763  | 50,80 %  | 32.235    | 12,33 %   | 229.108  | 87,67 %  | 131.202    | 58,64 %    | 66.168   | 60,40 %  | 65.034   | 56,96 %  |
| Betagi                                    | 167,75 | 117.145   | 56.683   | 48,39 %  | 60.462   | 51,61 %  | 12.786    | 10,91 %   | 104.359  | 89,09 %  | 60.284     | 60,12 %    | 29.983   | 62,50 %  | 30.301   | 57,93 %  |
| Patharghata                               | 387,36 | 163.927   | 80.544   | 49,13 %  | 83.383   | 50,87 %  | 28.521    | 17,40 %   | 135.406  | 82,60 %  | 84.664     | 60,49 %    | 41.287   | 60,32 %  | 43.377   | 60,65 %  |
| Quelle: Ergebnis der Volkszählung 2011    |        |           |          |          |          |          |           |           |          |          |            |            |          |          |          |          |

## Wirtschaft
Von den Erwerbstätigen arbeitet die Mehrheit in der Landwirtschaft. Insgesamt gibt es (2011) 694.045 Personen, die älter als 10 Jahre alt sind. Von diesen sind 183.685 Personen in der Schule oder nicht erwerbstätig, 9456 Menschen auf Arbeitssuche und 260.722 Menschen arbeiten in einem Haushalt. 240.182 Personen sind in einer bezahlten Erwerbstätigkeit. Davon arbeiten 152.493 (=63,5 Prozent) Personen in Landwirtschaft und Fischerei, 17.651 in der Industrie und 70.038 Menschen im Bereich Dienstleistungen.